# 富阳城墙

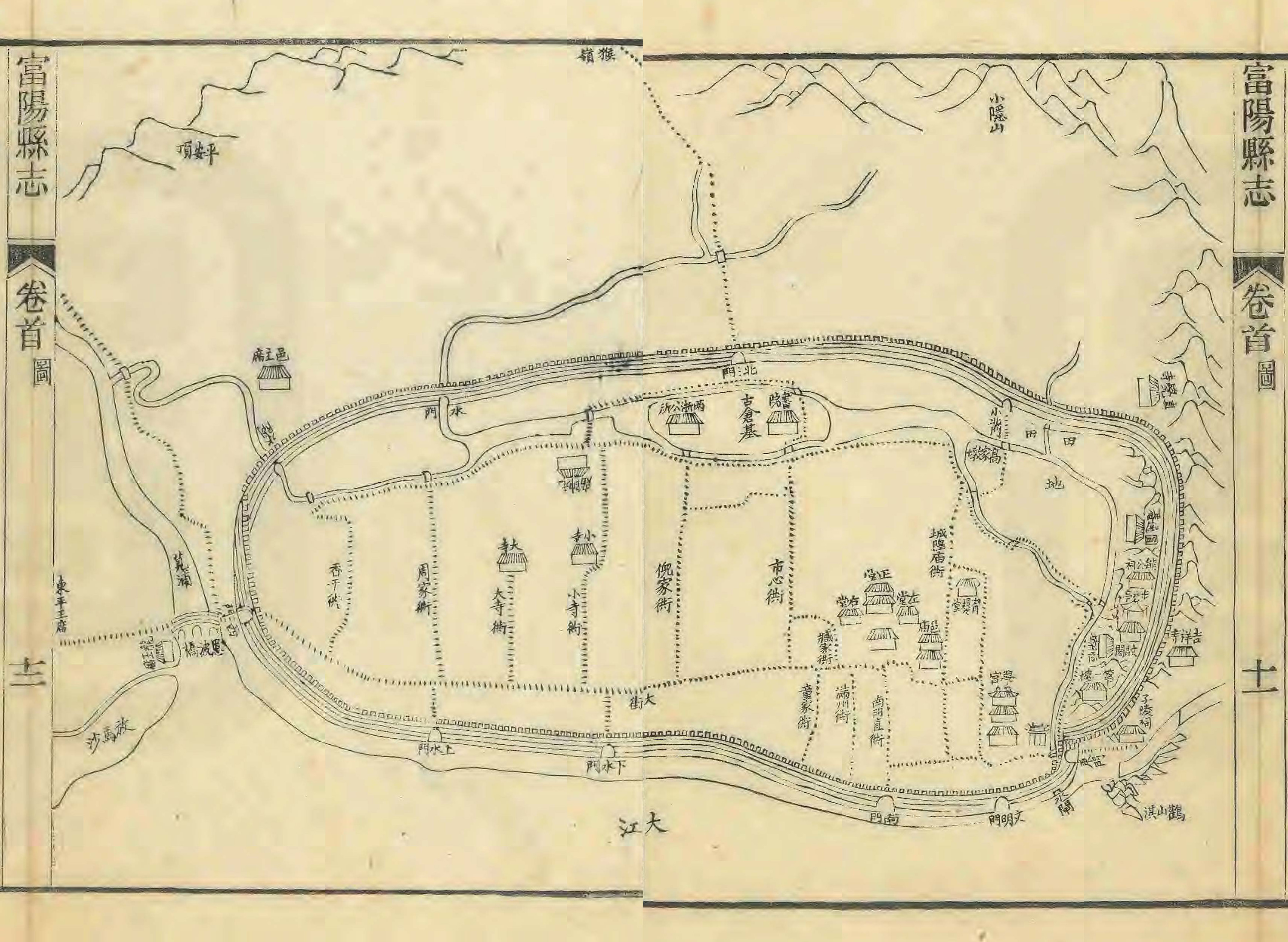
清光绪三十二年（1906）《富阳县志》城池图。

富阳城墙为旧富阳县城城墙，位于今中华人民共和国浙江省杭州市富阳区富春街道，现仅存原东南角残长约70米的墙段，现存墙段依鹳山山脚而筑，高4.70米-6米，以青石并列错缝砌筑，其下沿江建有古驿道。
富阳为秦始皇二十六年（前221）置县，属会稽郡。历史上建有城址多处，包括汉故城（位于明清县城西北隅）、三国吴东安郡城（位于明清县城北十八里，周七百六十步）、唐故城（距明清城址二百七十步，周六百步）、五代故城（位于明清县城东南，周十二里）和元故城（周三里）等，均已湮没。
现城址为明嘉靖三十五年（1556）所筑，东跨鹳山，西临苋浦江（西门外跨河建有恩波桥），南俯富春江，北至后河。城墙东西宽，南北狭，城周一千丈余（六里，约3200米余），厚一丈八尺（二寻，约5.1米），高一丈四尺（约4.5米），设有陆门八座，水门两座，八座陆门分别为最初开设的东门昇平门、西门康阜门、南门萃和门、北门达顺门（以上建城楼俱三间）和三座便于出入汲水的小门（小北门、上水门和下水门），以及隆庆五年（1571）在县学前增辟的文明门（上建石亭），两座水门位于城之西北，此外在城东南设有水闸（图）。护城河宋代时东至鹳山，西至苋浦江，南则以富春江为天险，不设城壕，至明清时除北门一带外已大部分湮塞。
原县城内以连通西门和县署的大街为主要街道（今富春街，原宽4米、长0.5公里），原以青石板、鹅毛石铺设，1949年后经历多次拓宽和路面改建，城内的里弄也多在1996年的旧城改造中消失。原主要的建筑有县署（位于南门直衖与大街交会处，正对南门，其址今为富阳区政府）、学宫（富阳县学文庙，正对文明门，今尚存泮池，位于富春路实验小学内）、城隍庙（位于县署东南侧）、永宁寺（俗称大寺）和净觉院（俗称小寺）等，此外在鹳山上建有文昌阁、春江第一楼等，今除文庙泮池均已不存。